# Virpi Niemelä
Virpi Sinikka Niemelä (Helsinki, 26 dicembre 1936 – La Plata, 18 dicembre 2006) è stata un'astronoma finlandese naturalizzata argentina.
Seconda argentina ad essere eletta come Associate of the Royal Astronomical Society.

## Biografia
Nata a Helsinki in Finlandia, emigrò con la famiglia in Argentina nel 1954 dove ottenne la cittadinanza, si sposò ed ebbe due figli.
Conseguì un dottorato di ricerca nel 1974 come studentessa di Jorge Sahade con cui collaborò per tutta la sua carriera. I suoi lavori aprirono la strada allo studio delle stelle di Wolf-Rayet nelle Nubi di Magellano, a quello delle stelle massicce in associazioni stellari e a quello delle bolle interstellari attorno a stelle massicce. Contribuì inoltre allo sviluppo dell'astronomia in Argentina, ispirando molti studenti.
Lavorò come astronoma presso l'Osservatorio di La Plata e l'Instituto de Astronomía y Física del Espacio (IAFE) di Buenos Aires, fu professore ordinario e ricercatrice presso la Facoltà di Scienze Astronomiche e Geofisiche dell'Universidad Nacional de La Plata (UNLP) e dal 2000 fece parte dell'Accademia Nazionale di Scienze Esatte, Fisiche e Naturali.
Morì per un cancro al seno poco prima del suo settantesimo compleanno e poco dopo l'annuncio della dedica di un asteroide, fatto durante un seminario internazionale sulle grandi stelle tenutosi a Cariló tra l'11 e il 14 dicembre 2006 per omaggiare la sua carriera.

## Riconoscimenti
- Carlos Varsavsky Prize per i suoi contributi all'astronomia argentina, da parte dell'Academia Nacional de Ciencias Exactas, Físicas y Naturales (1998)
- Membro dell'Academia Nacional de Ciencias Exactas, Físicas y Naturales (2000), la seconda donna nella storia dell'accademia[2]
- Platinum Prize in Astronomy, da parte della Fundacion Konex Argentina (2003)
- Professore Emerito della Facultad de Ciencias Astronómicas y Geofísicas dell'UNLP, 2006[1]
- Associata alla Royal Astronomical Society (RAS)
- Le è stato intitolato l'asteroide 5289 Niemelä[4].